# 托尼翁山
47°42′48.3″N 15°22′44.7″E / 47.713417°N 15.379083°E

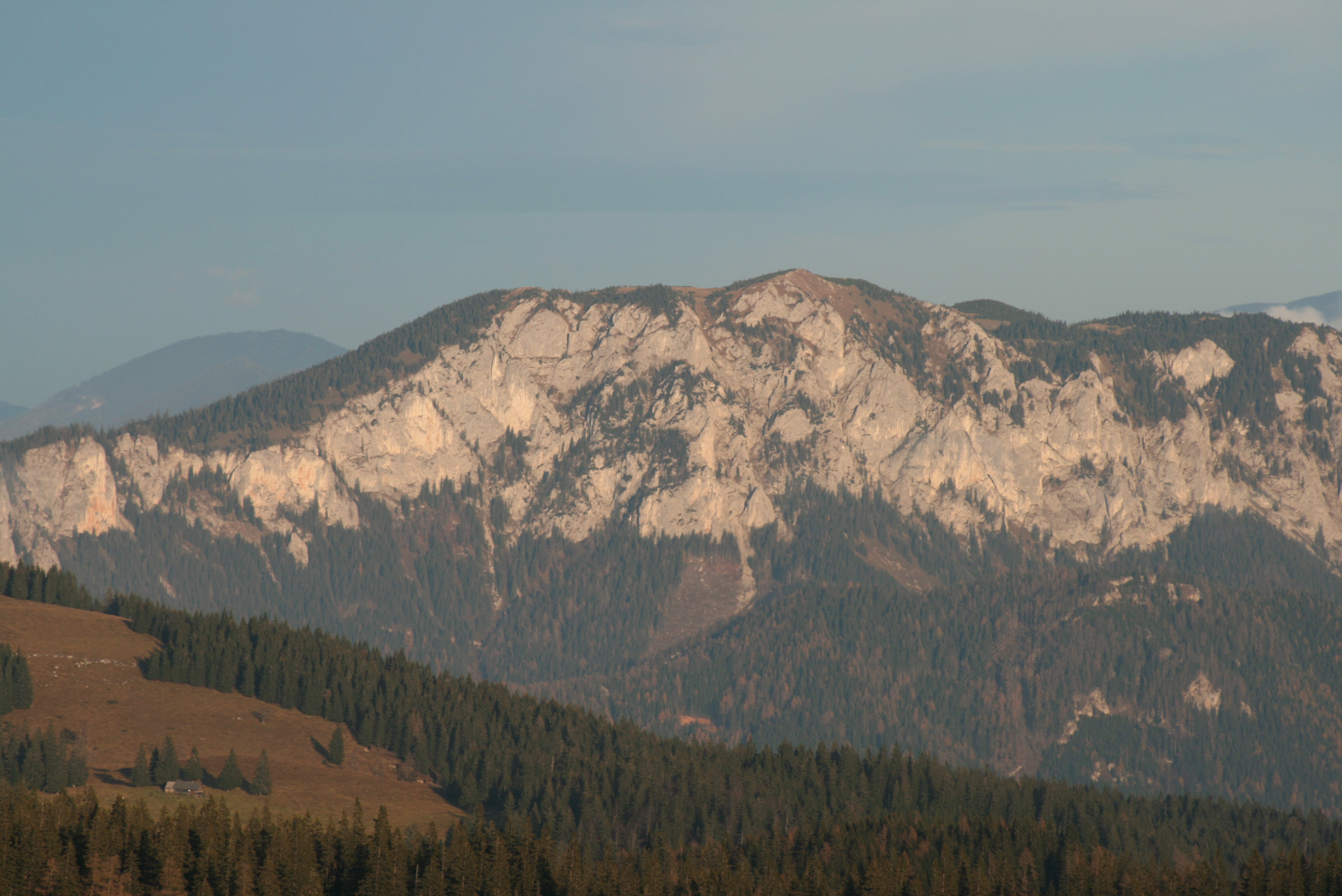

托尼翁山（德語：Tonion），是奧地利的山峰，位於該國東南部，由施泰爾馬克州負責管轄，屬於米爾茨施泰格阿爾卑斯山脈的一部分，距離維爾德卡姆山5.5公里，海拔高度1,699米，每年平均降雨量1,594毫米。